# Озерки (Мелеузовский район)
Озерки (баш. Озерки) — деревня в Мелеузовском районе Республики Башкортостан Российской Федерации. Входит в состав Шевченковского сельсовета.

## История
Деревня основана в 30‑е гг. 20 века.

## География

### Географическое положение
Расстояние до:
- районного центра (Мелеуз): 10 км,
- центра сельсовета (Антоновка): 2 км,
- ближайшей ж/д станции (Мелеуз): 10 км.

## Население
| 2002 | 2009 | 2010 |
| ---- | ---- | ---- |
| 134  | ↘100 | ↗127 |